# アショック・レイランド
アショック・レイランド (Ashok Leyland) はインドの自動車メーカーで、ヒンドゥージャ・グループに属する。主に中大型商用車 (M&HCV) を取り扱っており、インドの商用車市場ではタタ・モーターズに次いで第2位のメーカーであったが、2012年4月 - 2013年2月期にマヒンドラ&マヒンドラに抜かれた。

## 歴史

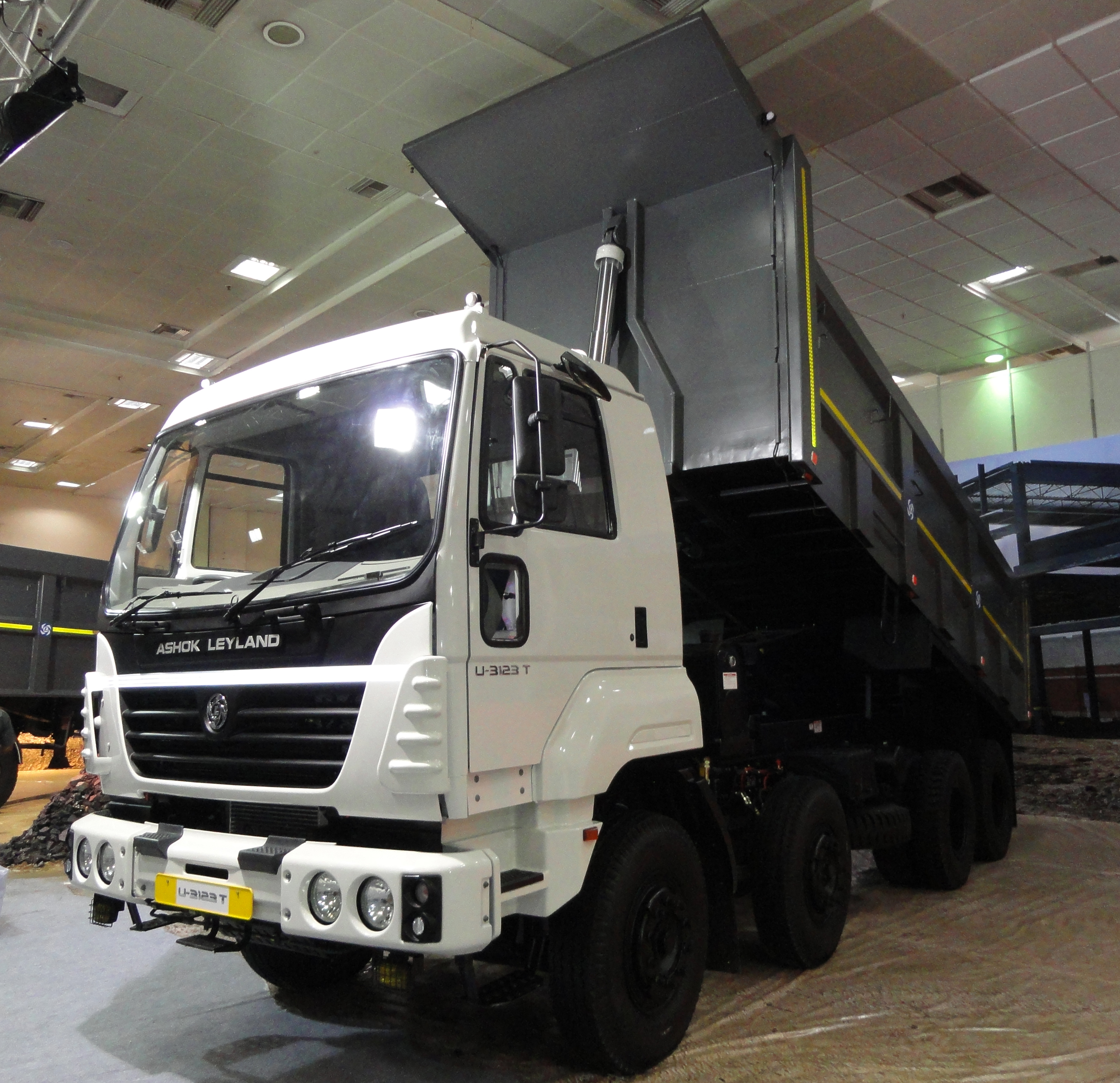
Uトラック

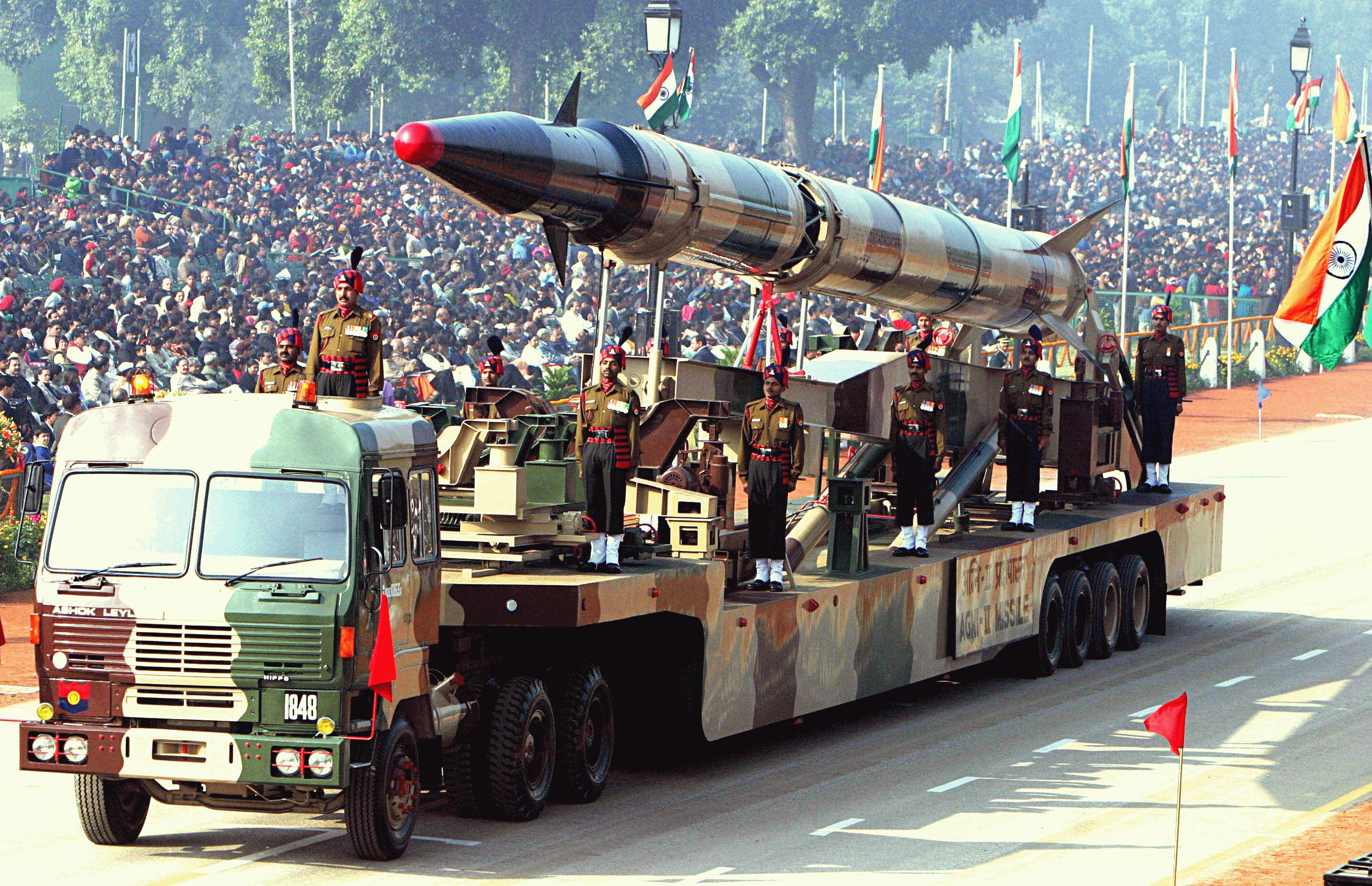
弾道ミサイル発射車両

デリー出身の実業家ラグナンダン・サラン (Raghunandan Saran) は友人であるジャワハルラール・ネルーに促されて国産自動車産業の発展を手助けするべく、1948年9月7日にアショック・モーターズを設立した。社名のアショックはサランの一人息子の名から取られている。アショック・モーターズはイギリスのオースチン・モーターの支援を受けて、翌1949年からマドラス近郊のエンノールに設立した工場でオースチン車の組立を開始した。1950年にはレイランド・モーターズとの間で同社のトラックを輸入、組立、製造する独占的な権利を受けることで合意が成立した。しかしながら、サランは1953年に飛行機事故で志半ばでこの世を去った。政府から商用車製造の認可を得た後、1955年にレイランドが資本参加して社名をアショック・レイランドと変更した。
その後、ブリティッシュ・レイランドの再編の過程でアショック・レイランド株の保有者はランドローバー・レイランド・インターナショナル・ホールディング (LRLIH) となっていたが、LRLIHは1987年にヒンドゥージャ・グループとイヴェコが共同で買収し、イヴェコの技術供与を受けることとなった。また、イヴェコ以外にも日本の日野自動車とも提携し、同社のHシリーズおよびJシリーズエンジンを製造して自社の車両に搭載している。
2006年、ヒンドゥージャがイヴェコから残りのLRLIH株を買い取って完全子会社化した。これ以降、アショック・レイランドは買収や合弁を積極的に展開するようになる。同年、チェコのアヴィアを買収し、2010年にはイギリスのバスメーカー、オプテアの株式26%を取得し、2011年12月20日には出資比率を75.1%にまで引き上げた。また、小型商用車 (LCV) 事業では日産自動車と提携し（後述）、建設機械事業では2008年にジョン・ディアと合弁会社を設立し、2011年11月に「レイランド・ディア」ブランド最初の製品となる435バックホー・ローダーを発表した。

### 日産自動車との合弁
アショック・レイランドは長らく手付かずであった小型商用車 (LCV) 分野への参入にあたって、広範なラインアップと頻繁に改良を行う開発力を有するパートナーを探し、LCV分野での事業拡大を目指していた日産自動車と協業することで合意した。両社は2007年10月29日に合弁包括契約に調印し、2008年5月26日に以下の合弁会社3社が設立された。開発された車両は双方のブランドで販売される：
- アショックレイランド・日産ビークル株式会社 (Ashok Leyland Nissan Vehicles Pvt. Ltd.) ：車両製造を担当。出資比率はアショック・レイランドが51%、日産自動車が49 %
- 日産・アショックレイランド パワートレイン株式会社 (Nissan Ashok Leyland Powertrain Pvt. Ltd.) ：パワートレインの製造を担当。出資比率は日産自動車が51 %、アショック・レイランドが49 %
- 日産・アショックレイランド テクノロジーズ株式会社 (Nissan Ashok Leyland Technologies Pvt. Ltd.) ：研究開発を担当。日産とアショック・レイランドの折半出資。

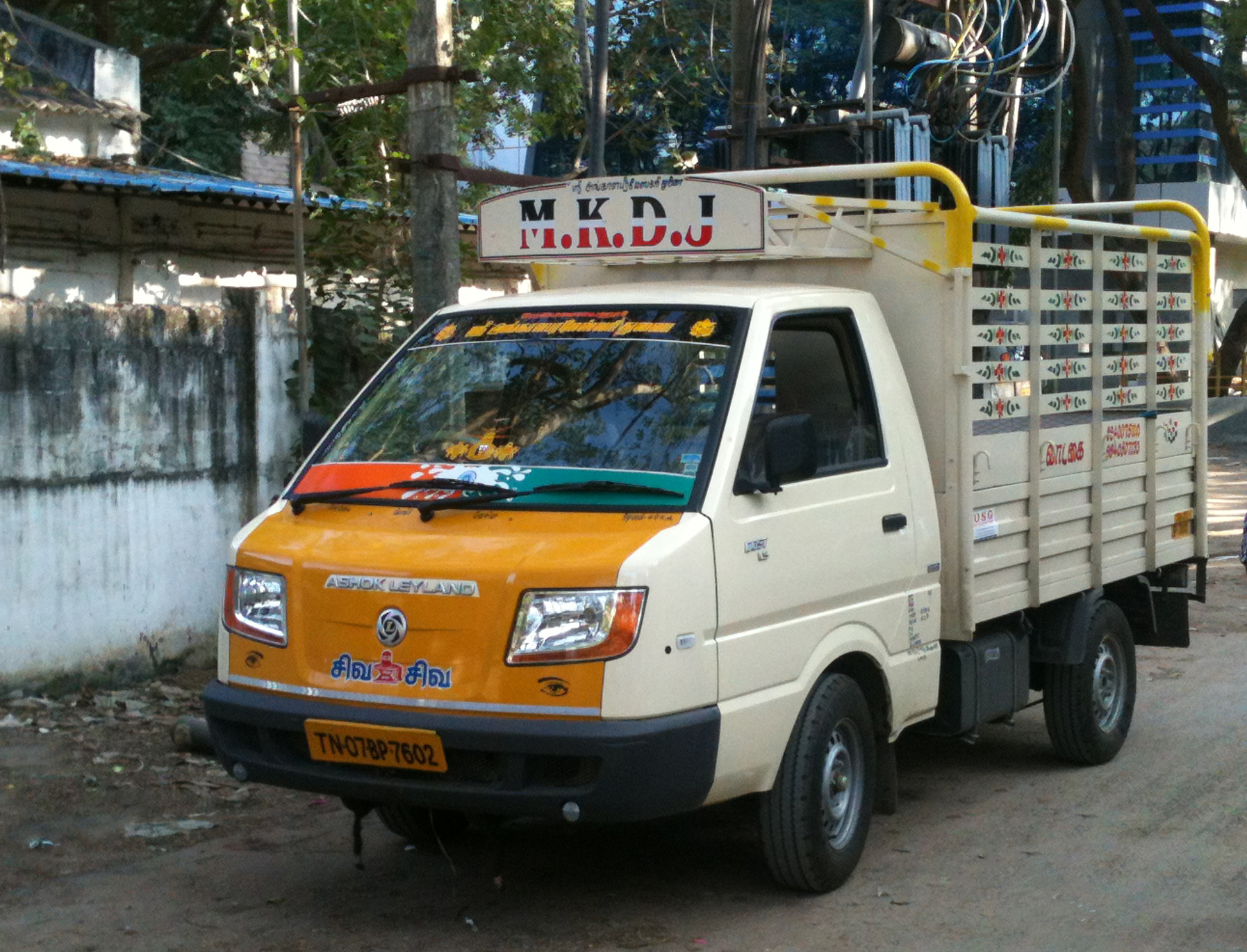
ドスト

2011年、LCV第一弾として積載量1.25トンの小型トラック「ドスト」 (Dost) が発表された。ドストは日産のC22型系バネットトラックのキャブの大半とシャシを流用したモデルで、同年7月22日からホスール工場で生産が開始され、9月12日に発売された。
2012年1月、アショック・レイランドは日産と共同開発したLCV群をニューデリーオートエクスポに出展した。1車種目は既に発売されているドスト、2車種目は日産・エヴァリアをベースとする「スタイル」 (Stile) 、3車種目はF24型日産・アトラス/キャブスターをベースとする「パートナー」 (Partner) である。2車種目のスタイルは2013年7月16日に正式発表され、発表会には日産自動車CEOカルロス・ゴーンも同席した。
2014年1月30日、アショック・レイランドはチェンナイにてGVW 6.6トンのトラック「パートナー」と26+1+1人乗りマイクロバス「
MiTR（英語版）」を正式発表した。パートナーはオートエクスポに出展されたコンセプトからヘッドランプの形状など外観が変更されている。エンジンはZD30DDTiを搭載し、ショートホイールベース版（2,850 mm）とロングホイールベース版（3,350 mm）がラインナップされる。また、MiTRはパートナーのプラットフォームおよびパワートレーンをベースに開発された。
2016年9月、黒字化に至らず合弁事業を解消。